# فرانک لبوف
 فرانک لبوف  (به فرانسوی: Frank Leboeuf) (زاده ۲۹ اوت ۱۹۶۸ - مارسی) بازیکن فوتبال اهل فرانسه است. وی سابقه عضویت در باشگاه‌های چلسی و مارسی را دارد.
همچنین لبوف ۵۰ بازی و ۴ گل ملی در کارنامه دارد و در جام‌های جهانی ۱۹۹۸ و ۲۰۰۲ حضور داشته‌است.
از فیلم‌هایی که وی در آن‌ها نقش داشته است، می‌توان به جانبداری اشاره نمود.